# 上海及旧金山的圣伊望
上海及旧金山的圣伊望（英語：John of Shanghai and San Francisco；1896年6月4日—1966年7月2日），俗名米哈伊尔·鲍里索维奇·马克西莫维奇，（俄語：Михаил Борисович Максимович），俄羅斯主教，俄罗斯正教会域外教会的上海、西欧以及旧金山和美国西部总主教，他也是一位著名的东正教苦行僧和显行灵迹者，被认为拥有超强的说预言、透视，以及祈祷治愈病人的能力，1994年被俄罗斯正教会域外教会封为圣人。

## 生平
1896年6月4日，米哈伊尔·鲍里索维奇·马克西莫维奇出生于俄国南部哈尔科夫省阿达莫弗卡村，虔诚信仰东正教的贵族家庭，渊源于塞尔维亚，与18世纪圣人托博尔斯克的圣伊望都主教属于同一家族。他的父亲塞尔维亚的鲍里斯·伊万诺维奇·马克西莫维奇（1871年-1954年），为哈尔科夫省贵族领袖，1950年代移居委内瑞拉。他的两位兄弟也生活在国外，一位兄弟接受大学理科教育，在南斯拉夫成为一名工程师，另一位兄弟毕业于贝尔格莱德大学法律系，任职于南斯拉夫警察机构。
从1907年到1914年，米哈伊尔·鲍里索维奇·马克西莫维奇就读于波尔塔瓦士官武备学校，1918年毕业于哈尔科夫皇家大学法律系，随后就职于哈尔科夫地方法院。米哈伊尔在年轻时信仰颇为虔诚，他的精神导师是哈尔科夫总主教安托尼。他原本打算进入基辅神学院，但在在父母的坚持下改读法律。

### 南斯拉夫
十月革命后，米哈伊尔·马克西莫维奇一家随白军撤退，经君士坦丁堡，1921年全家流亡到南斯拉夫的贝尔格莱德。1925年，米哈伊尔毕业于贝尔格莱德大学，获得神学学位。根据他的同时代人描述， 
 
在那个时候，他生活在贫困中，以卖报纸谋生。在那个时代的贝尔格莱德，雨季时泥泞难行。马克西莫维奇穿着沉重的毛皮衣服和俄国旧靴子，经常会摔倒，在密布污垢的街道上，行走缓慢
1924年，马克西莫维奇代表当时的俄罗斯东正教国外教会领袖安东尼都主教，起草了一份关于俄罗斯继承权起源的报告，探讨的问题是，法律如何符合俄罗斯人民的精神和历史传统。
1926年，米哈伊尔·马克西莫维奇剃度成为一名修士，法名伊望，并由基辅都主教安托尼祝圣为辅祭。同年11月21日他又被车里雅宾斯克主教伽弗里伊尔祝圣为修士司祭。此后几年，他任教于基金达镇的塞尔维亚文法学校（至1929年）以及比托拉市的使徒约翰修道院。这一时期，他发表了一系列的神学作品：《圣母和施洗约翰崇拜与俄罗斯神学思想的新方向》、《神圣正教会如何崇敬圣母》、《索菲亚：天主智慧研究》，站在东正教的立场上，与宣传蘇菲亞學派神学概念的谢尔盖·尼古拉耶维奇·布尔加科夫进行论战。1934年5月28日，他被祝圣为主教。
像许多俄罗斯移民一样，他非常尊重保护俄国难民的南斯拉夫国王亚历山大一世。多年以后，他在法国马赛街头被谋杀现场，为国王主持追思仪式。其他东正教神职人员羞于与主教在街上举行仪式，这时伊望主教拿了一把扫帚，打扫干净人行道的一片地方，睡下，然后用法语主持了仪式。

### 上海

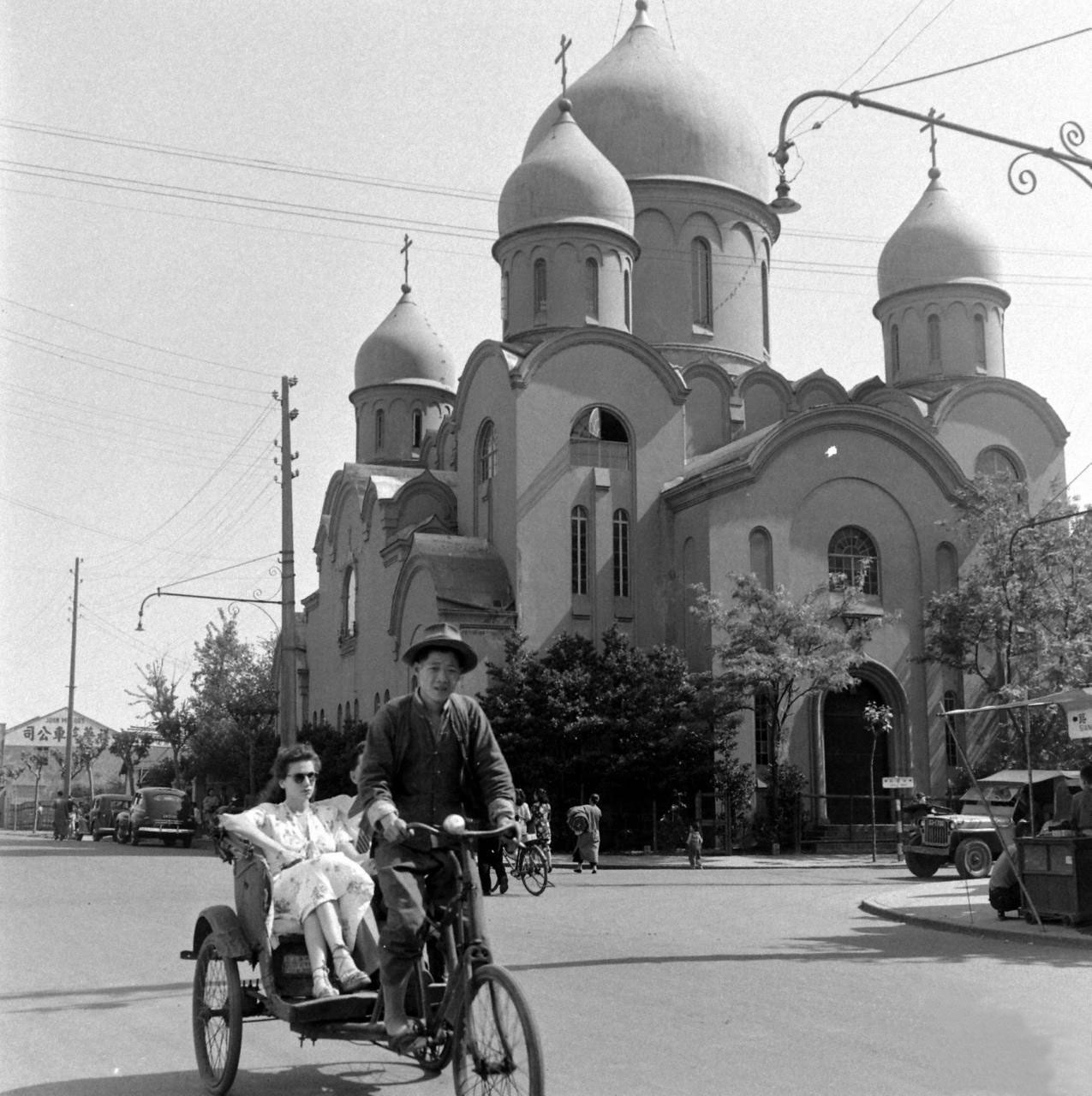
罪人之保障圣母主教座堂

1934年6月3日，伊望被分派到上海教区担任主教。安东尼都主教致函季米特洛夫总主教，写道：“我衷心向您推荐伊望主教约翰。这个人身材矮小、身体虚弱，几乎是像个孩子。但是他是一个坚定严格苦修的奇迹。”
当伊望主教来到上海时，位于当地法租界亨利路的主教座堂尚未完成，而当地基本由白俄组成的东正教团体处于深刻的分裂之中：例如圣尼古拉堂自1927年起，脱离上海教区，改受哈尔滨教区和西欧都主教叶夫洛吉 (Eulogius (Georgiyevsky) ； Евлогий (Георгиевский)；1868 -1946) 庇护，不服从中华正教会。为了实现和解，1934年12月18日，伊望主教前往这座教堂作彻夜祈祷，并带领次日的晨祷。到1936年2月，伊望主教主持完成了位于上海法租界中心的罪人之保障圣母主教座堂建筑。

在中国时，伊望主教被称为慈善家，他迅速介入已有的慈善机构，成为各种慈善事业协会的董事，并为贫穷家庭的儿童创办了以扎东斯克的圣吉洪命名的孤儿院。圣吉洪孤儿院最初只有8个孩子，后来达到数百人，前后合计总数共计有3500人。主教本人亲自前往上海贫民区的街头，寻找患病和营养不良的儿童，把他们带到孤儿院。在伊望主教的传记中写道，
 他最喜爱的是孩子，他非常愿意与他们在一起。他一直关心他们，检查他们，给他们发贺卡和礼物。他可以看着他们的眼睛好几分钟时间，目光温暖，放射出的光芒深入人的灵魂，像一位怀抱婴儿的母亲。这种目光是令人难忘的。虽然这位苦行僧的身体像干树皮，但所有见过他一眼的人，都觉得他是地球上最可爱的人。
伊望主教重视宗教教育，拜访监狱和精神病院的患者。在此期间，他据称通过祈祷治愈了许多已经无望治愈的疾病。正是在这里，他行的神迹首次为人所知，这要归功于他的祈祷。作为一名公众人物，他不可能完全掩饰他苦修的生活方式。他不间断地处于祈祷状态之中，常常进行彻夜祈祷，每天只进食一次，而且从不在床上睡觉，只在后半夜在椅子上或地板上休息一二个小时，然后清晨就醒来，开始每日从不间断的事奉圣礼。即使在日本占领期间，他也经常不顾宵禁，仍然进行牧灵工作，日本占领当局也从未骚扰他。
在中国的东正教主教，原本都服从流亡的俄羅斯東正教国外圣主教公会。1945年8月，苏联红军出兵占领满洲，这时，东正教哈尔滨教区和中华正教会北京总会，先后宣布归属苏联支配的俄罗斯东正教会莫斯科牧首阿列克谢一世。伊望主教主持的上海教区和奥西波夫大司祭主持的天津教区则继续忠于流亡慕尼黑的俄羅斯東正教国外圣主教公会。伊望主教是远东地区唯一继续效忠国外圣主教公会的主教。1946年，北京总会魏克托尔总主教（Святин Леонид Викторович，1893–1966）前往上海劝说，伊望主教向中国政府控告魏克托在上海沦陷期间通敌。上海警备司令部扣押了魏克托，高等法院检查处进行侦查，这时苏联政府介入干预，魏克托始被不予起诉而释放。魏克托尔对伊望主教采取绝罚处分，逐出教會，而慕尼黑的俄羅斯東正教国外圣主教公会则表彰伊望主教，并晋升他为总主教。
当共产党夺取中国政权时，白俄们选择再次逃难。1949年5月4日，解放军夺取上海前夕，伊望总主教率领神职人员和教友离开上海，首先前往菲律宾Tubabao岛建立一所难民营，大约容纳5000名白俄。伊望总主教亲自前往华盛顿哥伦比亚特区，以确保他的教友们获准进入美国。还有少部分白俄得以前往澳大利亚。

### 西欧
1951年，伊望总主教被调往西欧总主教区，先后在巴黎和布鲁塞尔任职。在这个教区，恢复敬礼未分开的西方教会（即在天主教和东正教分裂之前）的圣人。由于他仔细研究这些圣人的生平，东正教会开始纪念巴黎的主保圣人圣日内维耶、爱尔兰的圣帕特里克以及其他知名的西方圣人。如同在上海一样，他积极从事慈善和牧灵工作，而这里的会众更为分散。他照顾法国和荷兰的东正教会，由于当地神职人员的努力，得以在法国和荷兰出版礼仪书。他也牧养希腊，阿拉伯，保加利亚和罗马尼亚东正教堂区，赋予它们特殊的地位。此外还祝圣了一位东正教司铎，前往西班牙马德里传教。
在他任职期间，在布鲁塞尔建立了以义人约伯命名的纪念堂，以纪念殉难沙皇尼古拉二世。
根据他的同时代人描述，
主教在家里身穿最便宜布料的法衣，脚穿凉鞋，而且常常赤脚。他是一位真正的禁欲派（нестяжатели），追随着另一位伟大的俄罗斯圣徒-圣尼尔·索尔斯基。他是一位上帝的人。
伊望总主教的活动不仅受到许多东正教信徒的赞赏，还受到其他基督教信徒的赞赏。有一个故事说，巴黎的一位天主教神父告诉他的教友，在现代世界也有奇迹和圣人，其证明是俄罗斯赤脚圣伊望走在巴黎街头。

### 旧金山

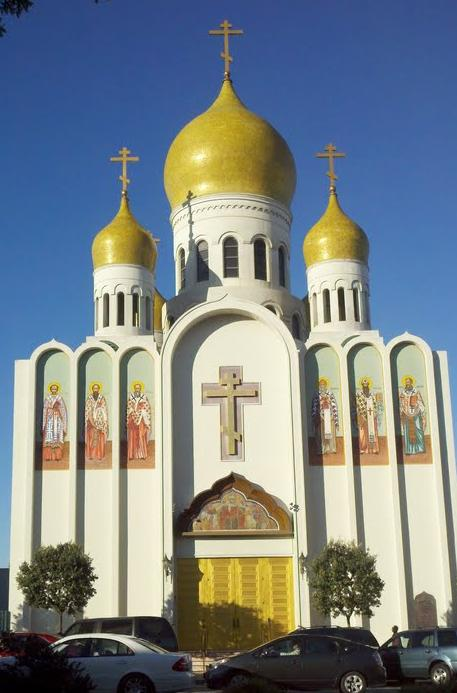
众哀伤者之欢乐圣母主教座堂

1962年，伊望总主教迁往旧金山，次年出任旧金山及美国西部总主教。那时，他被认为是俄羅斯東正教国外圣主教公会主要的候选人之一，但是旧金山只有一位年老的主教在那里事奉。在旧金山，他又遇到一个分裂的社团和一座未完成的主教座堂。几乎在他的任命程序刚启动时，他就成为一些教会领袖诽谤的目标，被控告在主教座堂修建中涉嫌财务违规。参加1963年旧金山审判的一部分圣主教公会主教支持这一控诉，但是最终伊望总主教被证明无罪。
伊望总主教在有生之年最终得以完成了位于旧金山列治文区（Richmond District）盖瑞大道（Geary Boulevard），奉“诸忧苦者之喜乐”圣母为主保的主教座堂，后来自己也安葬在这里。他也为社团带来来某种程度的和平。
伊望总主教对待违反传统东正教虔诚的行为非常严格。因此，当他得知一些教友在万圣节周日晚上之前在舞会娱乐，默默地在房间内走动，然后悄悄地离开。第二天早上，他颁布了一项命令《主日和瞻礼前夕禁止事项》：
神圣的主日和瞻礼前夕，是基督徒祷告和敬畏的时刻，预备好参加或出席神圣礼仪。因此要求所有东正教徒，因为它直接关系到教会仪式。在瞻礼前夕参与娱乐，尤其罪孽深重。如果在主日和瞻礼前夕去舞会或类似的娱乐，翌日不能参加唱经班，等待、进入祭台或站在唱经楼。

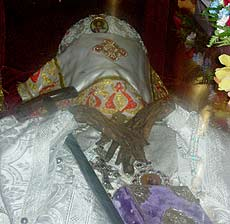
伊望主教的圣髑

## 封圣
1966年，伊望总主教带着“库尔斯克之根·符印之母”圣像巡游各地。这一年的7月2日（儒略历6月19日），伊望访问西雅图圣尼古拉教堂，在密室祷告时去世。伊望总主教逝世后，许多信徒都以书面确认，正如他所祈祷的，发生了奇迹。他的遗体运回了旧金山，安葬在他兴建的诸忧苦者之喜乐圣母主教座堂主祭台下。他的遗体虽然未经防腐处理，但是到1993年，在打开圣伊望主教灵柩时，却发现其依然完好未朽坏。1994年7月2日，在伊望主教去世28周年之际，被俄国域外教会隆重地封为圣人。他的纪念日定在最接近7月2日的星期六。他在世界许多地方都得到敬爱和庆祝，一部分圣髑奉安于塞尔维亚、俄罗斯、阿索斯山、保加利亚，2008年又有一小部分圣髑来到中国的北京、上海和香港牧区。1996年，在伊望主教的百年诞辰，纽约约旦谷上帝圣三修道院的修士司祭安德列神父绘制了圣伊望的圣像，描绘伊望总主教用十字架和三叉烛行祝福礼的情景，这幅圣像因接触过伊望主教不朽的法体圣髑，被东正教徒认为可以因圣伊望主教的代祷而蒙受祝福。